# 小行星64975
小行星64975（64975 Gianrix）是一颗绕太阳运转的小行星，为主小行星带小行星。该小行星于2002年1月发现。
該小行星以義大利天文學家吉安里科·菲拉奇奧尼（Gianrico Filacchione）命名。

## 轨道参数
小行星64975的轨道半长轴为441 739 074 km（2.9528013 UA），离心率为0.257。